# Élections législatives de 2017 dans le Tarn
Les élections législatives françaises de 2017 se déroulent les 11 et 18 juin 2017. Dans le département du Tarn, trois députés sont à élire dans le cadre de trois circonscriptions.

## Élus
| Circonscription                                 | Député sortant   | Parti | Parti | Député élu ou réélu             | Parti | Parti |
| ----------------------------------------------- | ---------------- | ----- | ----- | ------------------------------- | ----- | ----- |
| 1re                                             | Philippe Folliot |       | AC    | Philippe Folliot                |       | AC    |
| 2e                                              | Jacques Valax*   |       | PS    | Marie-Christine Verdier-Jouclas |       | LREM  |
| 3e                                              | Linda Gourjade   |       | PS    | Jean Terlier                    |       | LREM  |
| * député sortant ne se représentant pas en 2017 |                  |       |       |                                 |       |       |

## Contexte

### Rappel des résultats départementaux des élections de 2012
| Parti          | Parti                                           | Premier tour | Premier tour | Second tour | Second tour | Sièges |  |
| Parti          | Parti                                           | Voix         | %            | Voix        | %           | Sièges |  |
| -------------- | ----------------------------------------------- | ------------ | ------------ | ----------- | ----------- | ------ |  |
|                | Parti socialiste                                | 63 745       | 35,41        | 94 208      | 55,62       | 2      |  |
|                | Divers gauche dont MRC                          | 8 816        | 4,90         |             |             | 0      |  |
|                | Europe Écologie Les Verts                       | 5 567        | 3,09         | 0           |             |        |  |
|                | Majorité présidentielle                         | 78 128       | 43,40        | 94 208      | 55,62       | 2      |  |
|                |                                                 |              |              |             |             |        |  |
|                | Union pour un mouvement populaire               | 29 688       | 16,49        | 30 564      | 18,04       | 0      |  |
|                | Alliance centriste                              | 18 215       | 10,12        | 25 156      | 14,85       | 1      |  |
|                | Divers droite dont DLR, PCD                     | 10 879       | 6,04         |             |             | 0      |  |
|                | Droite parlementaire                            | 58 782       | 32,65        | 55 720      | 32,89       | 1      |  |
|                |                                                 |              |              |             |             |        |  |
|                | Front national                                  | 26 590       | 14,77        | 19 461      | 11,49       | 0      |  |
|                | Front de gauche                                 | 12 297       | 6,83         |             |             | 0      |  |
|                | Extrême gauche dont LO, NPA et POI              | 1 890        | 1,05         | 0           |             |        |  |
|                | Divers écologiste dont LT-LNÉ, MHAN, AÉI et MÉI | 1 671        | 0,93         | 0           |             |        |  |
|                | Régionaliste                                    | 652          | 0,36         | 0           |             |        |  |
|                |                                                 |              |              |             |             |        |  |
| Inscrits       | Inscrits                                        | 283 961      | 100,00       | 283 928     | 100,00      | 3      |  |
| Abstentions    | Abstentions                                     | 100 286      | 35,32        | 105 016     | 36,99       |        |  |
| Votants        | Votants                                         | 183 675      | 64,68        | 178 912     | 63,01       |        |  |
| Blancs et nuls | Blancs et nuls                                  | 3 665        | 2            | 9 523       | 5,32        |        |  |
| Exprimés       | Exprimés                                        | 180 010      | 98           | 169 389     | 94,68       |        |  |

### Résultats de l'élection présidentielle de 2017 par circonscription
| Circonscription | 1er tour | 1er tour | 1er tour | 1er tour  | 1er tour |         | 2d tour | 2d tour |
| Circonscription | Macron   | Le Pen   | Fillon   | Mélenchon | Hamon    | Macron  | Le Pen  |         |
| --------------- | -------- | -------- | -------- | --------- | -------- | ------- | ------- | ------- |
| Circonscription |          |          |          |           |          |         |         |         |
| 1re             | 22,96 %  | 21,8 %   | 19,38 %  | 18,68 %   | 6,29 %   | 64,93 % | 35,07 % |         |
| 2e              | 22,09 %  | 21,8 %   | 15,27 %  | 22,98 %   | 7,25 %   | 64,52 % | 35,48 % |         |
| 3e              | 21,52 %  | 23,57 %  | 18,46 %  | 19,63 %   | 5,75 %   | 61,57 % | 38,43 % |         |

## Résultats

### Résultats à l'échelle du département
|                                          |                             |                           |                           |                          |                          |        |
|                                          |                             | Premier tour 11 juin 2017 | Premier tour 11 juin 2017 | Second tour 18 juin 2017 | Second tour 18 juin 2017 |        |
|                                          |                             |                           |                           |                          |                          |        |
|                                          |                             | Nombre                    | % des inscrits            | Nombre                   | % des inscrits           |        |
| Inscrits                                 | Inscrits                    | 291 226                   | 100,00                    | 291 205                  | 100,00                   |        |
| Abstentions                              | Abstentions                 | 131 109                   | 45,02                     | 149 535                  | 51,35                    |        |
| Votants                                  | Votants                     | 160 117                   | 54,98                     | 141 670                  | 48,65                    |        |
|                                          |                             |                           | % des votants             |                          | % des votants            |        |
| Bulletins blancs                         | Bulletins blancs            | 3 082                     | 1,92                      | 11 917                   | 8,41                     |        |
| Bulletins nuls                           | Bulletins nuls              | 1 753                     | 1,09                      | 6 664                    | 4,70                     |        |
| Suffrages exprimés                       | Suffrages exprimés          | 155 282                   | 96,98                     | 123 089                  | 86,88                    |        |
|                                          |                             |                           |                           |                          |                          |        |
| Étiquette politique                      | Étiquette politique         | Voix                      | % des exprimés            | Voix                     | % des exprimés           | Sièges |
|                                          |                             |                           |                           |                          |                          |        |
|                                          | La République en marche     | 37 105                    | 23,90                     | 51 898                   | 42,16                    | 2      |
|                                          | Front national              | 24 677                    | 15,89                     | 25 201                   | 20,47                    | 0      |
|                                          | Les Républicains            | 20 588                    | 13,26                     | 21 031                   | 17,09                    | 0      |
|                                          | La France insoumise         | 19 391                    | 12,49                     |                          |                          |        |
|                                          | Parti socialiste            | 16 170                    | 10,41                     |                          |                          |        |
|                                          | Divers droite               | 14 404                    | 9,28                      | 24 959                   | 20,28                    | 1      |
|                                          | Divers                      | 7 956                     | 5,12                      |                          |                          |        |
|                                          | Écologistes (EELV, PA, AEI) | 7 725                     | 4,97                      |                          |                          |        |
|                                          | Parti communiste français   | 3 660                     | 2,36                      |                          |                          |        |
|                                          | Debout la France            | 2 630                     | 1,69                      |                          |                          |        |
|                                          | Extrême gauche              | 976                       | 0,63                      |                          |                          |        |
| Source : Ministère de l'Intérieur - Tarn |                             |                           |                           |                          |                          |        |

### Résultats par circonscription

#### Première circonscription
Député sortant : Philippe Folliot (Union des démocrates et indépendants).
|                                                                      | |                           |                           |                          |                          |
|                                                                      | | Premier tour 11 juin 2017 | Premier tour 11 juin 2017 | Second tour 18 juin 2017 | Second tour 18 juin 2017 |
|                                                                      | |                           |                           |                          |                          |
|                                                                      | | Nombre                    | % des inscrits            | Nombre                   | % des inscrits           |
| Inscrits                                                             | Inscrits | 83 771                    | 100,00                    | 83 763                   | 100,00                   |
| Abstentions                                                          | Abstentions | 38 097                    | 45,48                     | 43 181                   | 51,55                    |
| Votants                                                              | Votants | 45 674                    | 54,52                     | 40 582                   | 48,45                    |
|                                                                      | |                           | % des votants             |                          | % des votants            |
| Bulletins blancs                                                     | Bulletins blancs                                                                                                   | 961                       | 2,10                      | 3 354                    | 8,26                     |
| Bulletins nuls                                                       | Bulletins nuls | 557                       | 1,22                      | 1 919                    | 4,73                     |
| Suffrages exprimés                                                   | Suffrages exprimés                                                                                                 | 44 156                    | 96,68                     | 35 309                   | 87,01                    |
|                                                                      | |                           |                           |                          |                          |
| Candidat Étiquette politique (partis et alliances)                   | Candidat Étiquette politique (partis et alliances)                                                                 | Voix                      | % des exprimés            | Voix                     | % des exprimés           |
|                                                                      | |                           |                           |                          |                          |
|                                                                      | Philippe Folliot (député sortant) Divers droite (Alliance centriste)                                               | 14 404                    | 32,62                     | 24 959                   | 70,69                    |
|                                                                      | Frédéric Cabrolier Front national                                                                                  | 6 903                     | 15,63                     | 10 350                   | 29,31                    |
|                                                                      | Pierre Laporte Divers (577-Les Indépendants)                                                                       | 5 841                     | 13,23                     |                          |                          |
|                                                                      | Tenhinan Hadji La France insoumise                                                                                 | 4 759                     | 10,78                     |                          |                          |
|                                                                      | Patrice Bédier Parti socialiste (Parti radical de gauche)                                                          | 3 904                     | 8,84                      |                          |                          |
|                                                                      | Anne-Michèle Bianchi Les Républicains (Union des démocrates et indépendants - Chasse, pêche, nature et traditions) | 3 604                     | 8,16                      |                          |                          |
|                                                                      | Julia Rivet Europe Écologie Les Verts                                                                              | 1 550                     | 3,51                      |                          |                          |
|                                                                      | André Boudes Parti communiste français                                                                             | 919                       | 2,08                      |                          |                          |
|                                                                      | Luc Couderc Debout la France                                                                                       | 825                       | 1,87                      |                          |                          |
|                                                                      | Jean-Pierre Roustit Écologiste (Alliance écologiste indépendante)                                                  | 485                       | 1,10                      |                          |                          |
|                                                                      | Alba O'Neill Écologiste (Parti animaliste)                                                                         | 344                       | 0,78                      |                          |                          |
|                                                                      | Éric Chavegrand Lutte ouvrière                                                                                     | 311                       | 0,70                      |                          |                          |
|                                                                      | Thierry Scandella Divers (Union populaire républicaine)                                                            | 307                       | 0,70                      |                          |                          |
| Source : Ministère de l'Intérieur - Première circonscription du Tarn | |                           |                           |                          |                          |

#### Deuxième circonscription
Député sortant : Jacques Valax (Parti socialiste).
|                                                                      | |                           |                           |                          |                          |
|                                                                      | | Premier tour 11 juin 2017 | Premier tour 11 juin 2017 | Second tour 18 juin 2017 | Second tour 18 juin 2017 |
|                                                                      | |                           |                           |                          |                          |
|                                                                      | | Nombre                    | % des inscrits            | Nombre                   | % des inscrits           |
| Inscrits                                                             | Inscrits | 106 024                   | 100,00                    | 106 014                  | 100,00                   |
| Abstentions                                                          | Abstentions                                                                                                  | 48 223                    | 45,48                     | 54 967                   | 51,85                    |
| Votants                                                              | Votants | 57 801                    | 54,52                     | 51 047                   | 48,15                    |
|                                                                      | |                           | % des votants             |                          | % des votants            |
| Bulletins blancs                                                     | Bulletins blancs                                                                                             | 1 186                     | 2,05                      | 4 558                    | 8,93                     |
| Bulletins nuls                                                       | Bulletins nuls                                                                                               | 697                       | 1,21                      | 2 624                    | 5,14                     |
| Suffrages exprimés                                                   | Suffrages exprimés                                                                                           | 55 918                    | 96,74                     | 43 865                   | 85,93                    |
|                                                                      | |                           |                           |                          |                          |
| Candidat Étiquette politique (partis et alliances)                   | Candidat Étiquette politique (partis et alliances)                                                           | Voix                      | % des exprimés            | Voix                     | % des exprimés           |
|                                                                      | |                           |                           |                          |                          |
|                                                                      | Marie-Christine Verdier-Jouclas La République en marche                                                      | 19 174                    | 34,29                     | 29 014                   | 66,14                    |
|                                                                      | Doriane Albarao Front national                                                                               | 9 418                     | 16,84                     | 14 851                   | 33,86                    |
|                                                                      | Thomas Domenech La France insoumise                                                                          | 8 213                     | 14,69                     |                          |                          |
|                                                                      | Claire Fita Parti socialiste (Parti radical de gauche)                                                       | 7 260                     | 12,98                     |                          |                          |
|                                                                      | Pascal Grandin Les Républicains (Union des démocrates et indépendants - Chasse, pêche, nature et traditions) | 3 996                     | 7,15                      |                          |                          |
|                                                                      | Pascal Pragnère Europe Écologie Les Verts                                                                    | 2 250                     | 4,02                      |                          |                          |
|                                                                      | Rachid Touzani Parti communiste français                                                                     | 1 943                     | 3,47                      |                          |                          |
|                                                                      | Pascal Thibaut Debout la France                                                                              | 1 152                     | 2,06                      |                          |                          |
|                                                                      | Ben Lefetey Écologiste (La Relève citoyenne)                                                                 | 765                       | 1,37                      |                          |                          |
|                                                                      | Gisèle Berlic Divers (Partit occitan)                                                                        | 514                       | 0,92                      |                          |                          |
|                                                                      | Thierry Pons Divers (Union populaire républicaine)                                                           | 493                       | 0,88                      |                          |                          |
|                                                                      | Jean-Pierre Berenguer Divers (Parti du vote blanc)                                                           | 339                       | 0,61                      |                          |                          |
|                                                                      | Boris Gimenez Sastre Lutte ouvrière                                                                          | 339                       | 0,61                      |                          |                          |
|                                                                      | Patrick Audouy Écologiste (Alliance écologiste indépendante)                                                 | 62                        | 0,11                      |                          |                          |
|                                                                      | Marina Lenie Divers droite (La France qui ose)                                                               | 0                         | 0,00                      |                          |                          |
| Source : Ministère de l'Intérieur - Deuxième circonscription du Tarn | |                           |                           |                          |                          |

#### Troisième circonscription
Députée sortante : Linda Gourjade (Parti socialiste).
|                                                                       | |                           |                           |                          |                          |
|                                                                       | | Premier tour 11 juin 2017 | Premier tour 11 juin 2017 | Second tour 18 juin 2017 | Second tour 18 juin 2017 |
|                                                                       | |                           |                           |                          |                          |
|                                                                       | | Nombre                    | % des inscrits            | Nombre                   | % des inscrits           |
| Inscrits                                                              | Inscrits | 101 421                   | 100,00                    | 101 428                  | 100,00                   |
| Abstentions                                                           | Abstentions                                                                                                   | 44 779                    | 44,15                     | 51 387                   | 50,66                    |
| Votants                                                               | Votants | 56 642                    | 55,85                     | 50 041                   | 49,34                    |
|                                                                       | |                           | % des votants             |                          | % des votants            |
| Bulletins blancs                                                      | Bulletins blancs                                                                                              | 944                       | 1,67                      | 4 005                    | 8,00                     |
| Bulletins nuls                                                        | Bulletins nuls                                                                                                | 490                       | 0,87                      | 2 121                    | 4,24                     |
| Suffrages exprimés                                                    | Suffrages exprimés                                                                                            | 55 208                    | 97,47                     | 43 915                   | 87,76                    |
|                                                                       | |                           |                           |                          |                          |
| Candidat Étiquette politique (partis et alliances)                    | Candidat Étiquette politique (partis et alliances)                                                            | Voix                      | % des exprimés            | Voix                     | % des exprimés           |
|                                                                       | |                           |                           |                          |                          |
|                                                                       | Jean Terlier La République en marche                                                                          | 17 931                    | 32,48                     | 22 884                   | 52,11                    |
|                                                                       | Bernard Carayon Les Républicains (Union des démocrates et indépendants - Chasse, pêche, nature et traditions) | 12 988                    | 23,53                     | 21 031                   | 47,89                    |
|                                                                       | Virginie Callejon Front national                                                                              | 8 356                     | 15,14                     |                          |                          |
|                                                                       | Maud Forgeot La France insoumise                                                                              | 6 419                     | 11,63                     |                          |                          |
|                                                                       | Linda Gourjade (députée sortante) Parti socialiste                                                            | 5 006                     | 9,07                      |                          |                          |
|                                                                       | Stéphane Deleforge Europe Écologie Les Verts                                                                  | 1 571                     | 2,85                      |                          |                          |
|                                                                       | Éric Jalade Parti communiste français                                                                         | 798                       | 1,45                      |                          |                          |
|                                                                       | Mimose Ryer Debout la France                                                                                  | 653                       | 1,18                      |                          |                          |
|                                                                       | Nicolas Pinel Écologiste (Parti animaliste)                                                                   | 365                       | 0,66                      |                          |                          |
|                                                                       | Virginie Rivayrand Écologiste (Alliance écologiste indépendante)                                              | 333                       | 0,60                      |                          |                          |
|                                                                       | Chantal Tressens Lutte ouvrière                                                                               | 326                       | 0,59                      |                          |                          |
|                                                                       | Émilie Carbonell Divers (Union populaire républicaine)                                                        | 260                       | 0,47                      |                          |                          |
|                                                                       | Mohamed Djafour Divers (Union des forces citoyennes et républicaines)                                         | 202                       | 0,37                      |                          |                          |
| Source : Ministère de l'Intérieur - Troisième circonscription du Tarn | |                           |                           |                          |                          |